# روكفال (كولورادو)
روكفال (بالإنجليزية: Rockvale, Colorado)‏ هي بلدة تقع في مقاطعة فريمونت، كولورادو بولاية كولورادو في الولايات المتحدة. تبلغ مساحتها 2.5 (كم²)، وترتفع عن سطح البحر 1665 م، بلغ عدد سكانها 426 نسمة في عام 2000 حسب إحصاء مكتب تعداد الولايات المتحدة وتصل الكثافة السكانية فيها 170.4 نسمة/كم2.

## وصلات خارجية
- The US50 - Cities and Towns in Colorado State
- Colorado Cities and Towns, Facts, Map, Flag, Colleges, Government, and More